# كيت ألين
كيت ألين (بالألمانية: Kate Allen)‏ هي تريثلت نمساوية، ولدت في 25 أبريل 1970 في غيلونغ في أستراليا.

## وصلات خارجية
- كيت ألين على موقع اتحاد الترياتلون الدولي (الإنجليزية)
- كيت ألين على موقع IAT Triathlon Database (الإنجليزية)
- كيت ألين على موقع أوليمبيديا (الإنجليزية)